# Los Barriga
Los Barriga es una telenovela peruano-ecuatoriana con una historia Original de Yesmer Uribe.
Protagonizada por Claudia Berninzon y Julián Gil, con las participaciones antagónicas de Marcela Ruete, Marco Zunino, Adriana Quevedo y Rebeca Escribens. Cuenta además con las actuaciones estelares de Orlando Fundichely, Amparo Brambilla, Ramón García, Nicolás Fantinato, William Bell Taylor y Giovanna Andrade y las actuaciones especiales de los primeros actores Camucha Negrete y Hernán Romero.
Fue producida por Chroma Producciones para Frecuencia Latina y TC Televisión y distribuida por Frecuencia Latina International. Se emitió por primera vez por la cadena de televisión ecuatoriana TC Televisión en enero del 2009 y un mes después se estrena en Perú por Frecuencia Latina. Debido a su exportación se volvió en la primera y única telenovela no producida por Televisa, en emitirse por el canal TLNovelas, propiedad de Televisa Networks.

## Sinopsis
Teresa Barriga lo tiene todo, una gran familia conformada por sus padres, Panchita y Justino, quienes son muy amorosos con ella y su hermano Pepito. En la casa de Los Barriga, habitan Prudencio y Casimiro, quienes se mudaron con ellos desde muy chicos. Desde el primer capítulo nos damos cuenta que Tere sufre y siempre ha sufrido con su problema de sobrepeso ya que desde la secundaria sus compañeros se reían de ella, y constantemente la apodaban ballena, gorda, hipopotama. Esto lleva a Tere a querer olvidar este trauma al unirse al club de Gorditos Anónimos, en dónde gente como ella expresa sus problemas en la vida. Es ahí donde Teresa conoce a lo que serían sus mejores amigos, Patty Orama, Asdrubal, Paco y Toño Villegas, gorditos simpáticos que hicieron amistad con Tere al grado de ayudarla a encontrar el amor.
Un día Tere entra a trabajar a una empresa llamada Ángeles donde conoce tanto gente buena, como su jefe Mario del Valle, Ivonne, Catalina y Pamela, y a la vez gente mala como Isabella, Carla y Carlos Alberto, un tipo que oculta cosas a Mario en referencia al dinero, ya que este le roba y debe poner a una chica a que cubra sus fechorías.
Todo iba bien para Tere, una noche contesta el teléfono y habla con el que sería el amor de su vida, Francesco en italiano, es así como él se asombra del idioma que domina Tere, y pasan las horas y el solo quiere conocerla. Pero Tere cometió un gran error... nunca dijo su nombre. Esto lleva a que Carlos Alberto e Isabella busquen a alguien para poder estafar a Francesco, presentándole a Carla como la supuesta mujer con la que el hablo por teléfono.
Tere trata de decirle la verdad a Francesco, pero tiene miedo a que no se enamore de ella por ser gordita, por eso decide entrar a un concurso llamado ""Pesos Pesados"" donde junto a Toño participa por ganar un premio en efectivo para monta un lugar donde todos los gorditos puedan ser ayudados y principalmente ganar el amor de su vida.

## Elenco
- Claudia Berninzon - Teresa "Tere" Barriga
- Julián Gil - Francesco Cezanne
- Marcela Ruete - Carla[3][4]
- Orlando Fundichely - Mario Del Valle
- Marco Zunino - Carlos Alberto Irazábal
- Rebeca Escribens - Isabella Luján
- Amparo Brambilla - Panchita de Barriga
- Ramón García - Justino Barriga
- Nicolás Fantinato - Prudencio
- William Bell Taylor - Leonardo
- Giovanna Andrade - Ivonne
- Diego Azanza - Olimpo Cárdenas
- Arturo Caballero - Toño Villegas
- Cati Caballero - Ana
- Carlos Cabrera - Mauricio
- Giovanna Castro - Patty
- Ismael Contreras - Calixto
- Emilia Drago - Zulema
- Fiorella Flores - Cristina
- Clelia Francesconi - Pamela
- Renzo Guazzotti - Pepe Barriga
- Gabriel Iglesias - Martín
- Katherine Jiménez - Catalina
- Ana Cecilia Natteri - Doña Berta
- Adriana Quevedo - Deborah Martin
- Luis Salas - Casimiro
- Camucha Negrete - Sixta
- Hernán Romero - Domingo
- Antonio Reyes - Paco
- Andrés Wiese - Esteban
- Chiara Molina
- Viviana Andrade
- Luis Antonio Reyes
- Mario Soldevilla
- Rocío Grillo

## Premios y nominaciones
- Fue nominada en los Premios de la Banff World Televisión Festival de Canadá en la categoría Mejor Novela.